# Зенага
Зена́га (самоназвание — Tuḍḍungiyya) — вымирающий берберский язык, на котором в настоящее время говорит примерно 200 человек. Распространён между Медердрой и побережьем Атлантического океана на юго-западе Мавритании.
В основном, структура языка та же, что и у других берберских языков, однако он имеет некоторые специфические особенности.
Фактически, он отличается от ныне существующих берберских языков больше чем любой другой из них.
Фонетическая система существенно отличается от прочих берберских языков, в том числе, заменами /l/ на /dj/ и /x/ на /k/.
Название «зенага» происходит от названия древних берберских племён, известных арабам как санхаджи. Топоним Сенегал, вероятно, также происходит от названия этого племени.
Зенага был распространённым языком в Мавритании, однако пришёл в упадок после поражения его носителей в Мавританской Тридцатилетней войне с арабскими бедуинами в XVII веке.
В 1940 году на языке зенага говорили около 13 000 человек, спустя полвека их число упало до приблизительно 2 000.